# Cardiobacteriales
Ordre
Les Cardiobacteriales sont un ordre de bactéries à Gram négatif de la classe des Gammaproteobacteria. Son nom provient du genre Cardiobacterium qui est le genre type de cet ordre.

## Liste de familles
Selon la LPSN (7 novembre 2022) :
- Cardiobacteriaceae Dewhirst et al. 1990
- Ostreibacteriaceae Wang et al. 2021